# Die drei Tierkönige

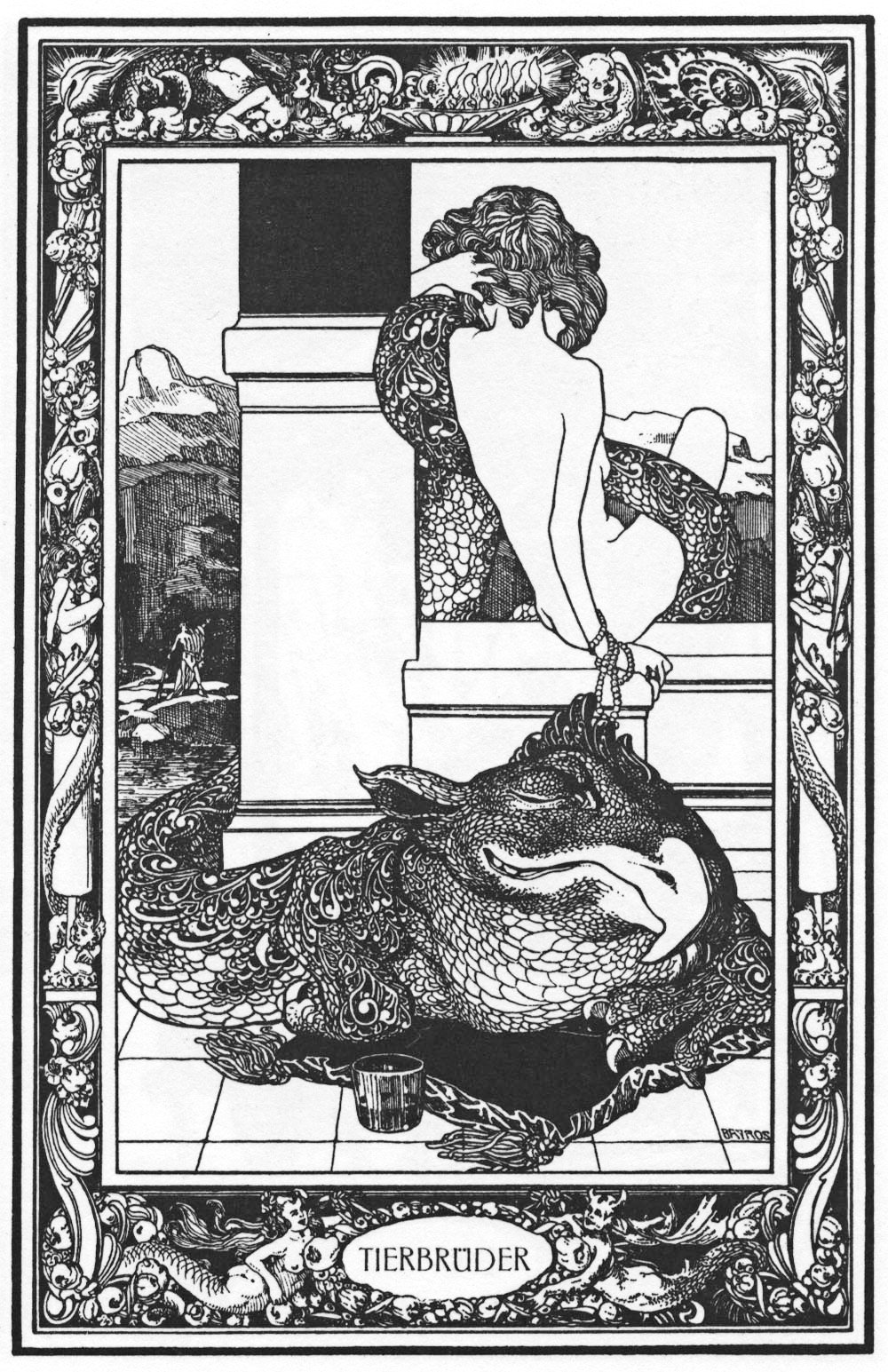
Illustration von Franz von Bayros, 1909

Die drei Tierkönige (neapolitanisches Original: Li tre ri animale) ist ein Märchen (AaTh 552 A). Es steht in Giambattista Basiles Sammlung Pentameron als dritte Erzählung des vierten Tages (IV,3). Felix Liebrecht übersetzte Die drei Thierbrüder.

## Inhalt
Ein Falke, ein Hirsch und ein Delphin begehren die drei Töchter des Königs, der sie ihnen schließlich geben muss, da sie Wald, Feld und Ufer verwüsten. Die Königin gibt ihnen Ringe als Erkennungszeichen mit und bekommt einen Sohn, der sie überall sucht. Die Schwestern erkennen ihn, als er ihren hohen Berg, dichten Wald und die Meerinsel erreicht und seinen Ring zeigt. Sie verstecken ihn erst, doch die Schwager nehmen ihn herzlich auf und geben ihm zum Abschied eine Feder, ein Haar und eine Fischschuppe. Damit ruft er sie an einem Waldsee, wo ein Drache eine Prinzessin in einem Turm hält. Die befreien sie, töten den Drachen und fluten den Turm, dass er einstürzt. Da ist ihre Verwünschung in Tiergestalt vorbei, und das Wiedersehen mit Frauen und Eltern groß.

## Bemerkungen

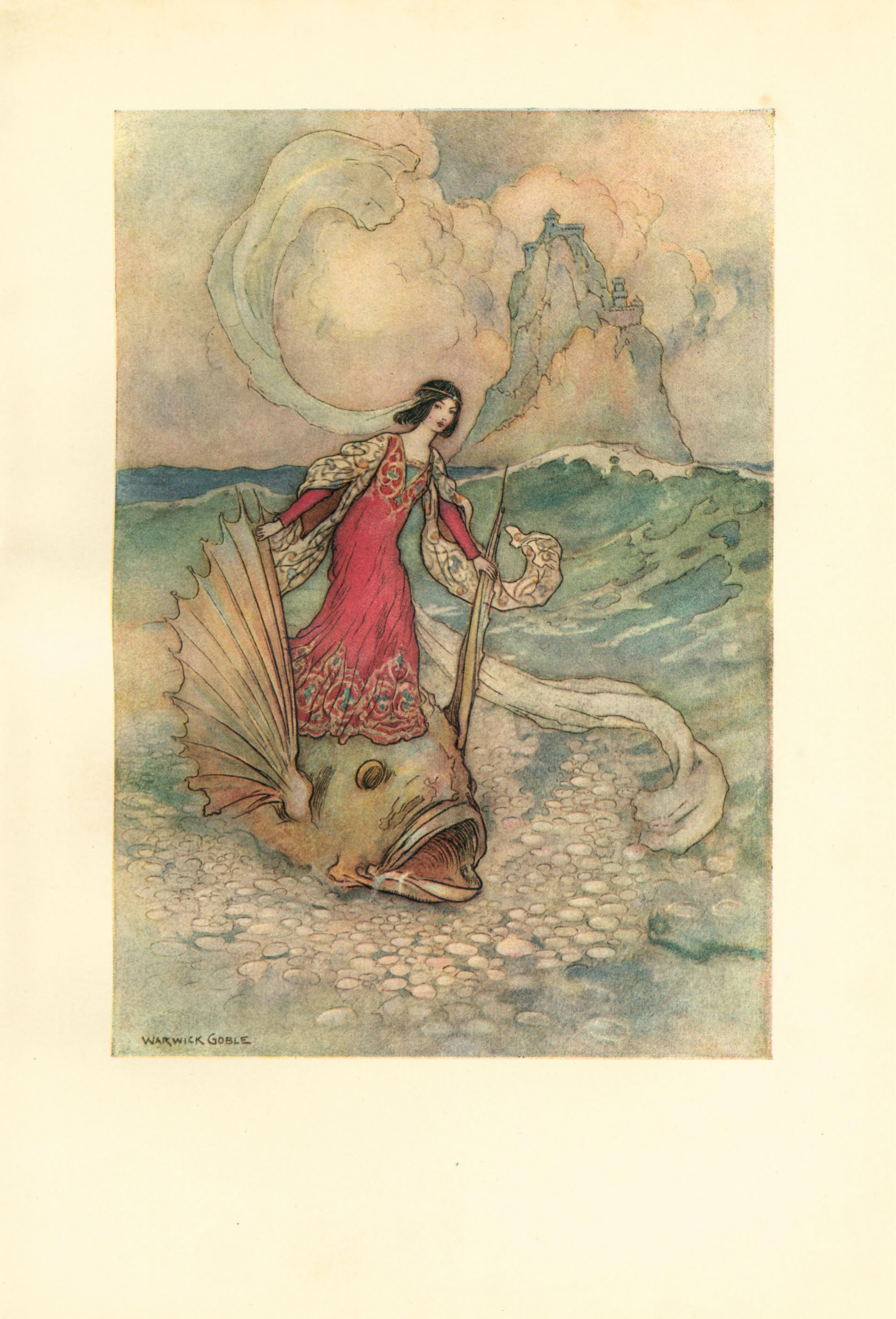
Illustration von Warwick Goble, 1911

Rudolf Schenda nennt italienische Varianten bei Gonzenbach Nr. 29 Von der schönen Cardia, in Pitrès sizilianischer und toskanischer Sammlung Nr. 16 Li tri figghi obbidienti bzw. Nr. 11 La bella del mondo, bei Comparetti Nr. 20 La bella Fiorita, in Schendas Märchen aus der Toskana Nr. 15 Die vier Königskinder (Die Märchen der Weltliteratur, 1996), außerdem eine plattdeutsche in Siegfried Neumanns Mecklenburgische Volksmärchen von 1971 (Nr. 103 Die Tierschwäger). Älteste deutschsprachige Fassung ist Die Bücher der Chronika der drei Schwestern in Musäus’ Volksmärchen der Deutschen von 1782, auf dem auch Grimms Die drei Schwestern beruht, vgl. auch Die Kristallkugel. Von der Hagen übersetzte anscheinend Basiles Text für seine Erzählungen und Märchen von 1838, auf die sich Kletke in Märchensaal, Nr. 3 beruft.